# Thủy điện Sông Bung 4
Thủy điện Sông Bung 4 là công trình thủy điện xây dựng trên dòng sông Bung tại vùng đất xã Zuôih và xã Tà Pơơ huyện Nam Giang tỉnh Quảng Nam, Việt Nam .
Thủy điện Sông Bung 4 có công suất 156 MW với 2 tổ máy, khởi công tháng 6/2010, hoàn thành tháng 1/2015 

## Hồ nước
Hồ nước thủy điện Sông Bung 4 có diện tích lưu vực 15,65 km², mực nước dâng bình thường 523 m, dung tích hồ chứa 510,8 triệu m³ .

## Sông Bung
Sông Bung là phụ lưu cấp 1 của sông Vu Gia.

## Sự cố liên quan
Một số cán bộ thuộc Trung tâm kỹ thuật Tài nguyên - Môi trường, Ban quản lý dự án thủy điện Sông Bung 4, và Hội đồng bồi thường hỗ trợ tái định cư huyện Nam Giang, phụ trách điều tra, lập hồ sơ đền bù, giải tỏa thu hồi đất để thực hiện dự án thủy điện, đã thực hiện không đúng quy định, để cho một số cán bộ và một số người dân lợi dụng kê khai gian dối đất và cây để nhận tiền đền bù, gây thiệt hại hơn 16,8 tỉ đồng. 11 người đã bị truy tố và kết án .